# Contea di Hood River
La contea di Hood River (in inglese Hood River County) è una contea dello Stato dell'Oregon, negli Stati Uniti. La popolazione al censimento del 2000 era di 20 411 abitanti. Il capoluogo di contea è Hood River.

## Geografia
La contea si trova nel centro-nord dello Stato, al confine con lo Stato di Washington. Il confine nord è costituito dal fiume Columbia. La contea si trova nella gola del Columbia, tra la Catena delle Cascate e i deserti dell'Oregon. Al confine con la contea di Clackamas si trova il monte Hood, il punto più alto dello Stato. Il fiume principale della contea è il fiume Hood.

### Contee confinanti
- Contea di Skamania (Washington) - nord
- Contea di Klickitat (Washington) - nord-est
- Contea di Wasco - sud-est
- Contea di Clackamas - sud-ovest
- Contea di Multnomah - ovest

## Storia
La contea fu creata nel 1908 e fu chiamata così per l'omonimo fiume.

## Comuni

### Cities
- Cascade Locks
- Hood River (capoluogo)

### Census-designated places
- Mount Hood
- Odell
- Parkdale